# Rhinelepis strigosa
Rhinelepis strigosa är en fiskart som beskrevs av Valenciennes, 1840. Rhinelepis strigosa ingår i släktet Rhinelepis och familjen Loricariidae. Inga underarter finns listade i Catalogue of Life.